# La hora de María y el pájaro de oro
 La hora de María y el pájaro de oro és una pel·lícula de l'Argentina filmada en Eastmancolor dirigida per Rodolfo Kuhn segons el guió de Eduardo Gudiño Kieffer que es va estrenar el 28 d'agost de 1975 i que va tenir com a actors principals a Leonor Manso, Dora Baret, Arturo Puig i Jorge Rivera López.
També hi van col·laborar Liliana Sajón en l'assessoria antropològica i Susana Chulak en l'assessoria psicològica. La pel·lícula va tenir el títol alternatiu de La hora del oro. Va ser filmada a la ciutat de Corrientes, Empedrado, Goya i Mercedes.

## Sinopsi
Una jove pagesa és presa del “ocell d'or” com ho havia estat la seva mare a qui no va conèixer.

## Repartiment
- Leonor Manso
- Dora Baret
- Arturo Puig
- Jorge Rivera López
- Marta Albertini
- Milagros de la Vega
- Sara Bonet
- Inés Ruiz
- Maruja Pibernat
- Nolo Arias
- Ramón Machuca
- Gregoria Miño
- Martín Deiros
- Claudio Casas
- Chelda Arrieu
- Marta Arrieu

## Comentaris
Agustín Mahieu a La Opinión va escriure:
| « | ”Un film excel·lent esborra amb suggestió les fronteres entre realitat i llegenda…La interpretació de Leonor Manso i Dora Baret és notable.” | » |

La Nación va opinar:
| « | ”Una espècie de màgia, gairebé sempre favorable a l'espectacle. Kuhn ha sabut treure un gran profit visual al seu relat.” | » |

Edmundo Eichelbaum a El Cronista Comercial va dir:
| « | ”El treball de Kuhn com a realitzador és honest…Però el llibre decau a cada moment.” | » |

Manrupe i Portela escriuen:
| « | ” El realisme màgic molt abans que el terme caigués al lloc comú. Malgrat febleses en la història i defectes de realització, per moments s'aconsegueix un clima irreal.” | » |